# 10062 Kimhay
10062 Kimhay este o planetă minoră (asteroid), cu un diametru de 4,016 km, din centura de asteroizi. A fost descoperită pe 1 septembrie 1988 la Observatorul La Silla de Henri Debehogne. 
Obiectul prezintă o orbită caracterizată de o semiaxă mare de 2,6612711 UAi, o excentricitate de 0,18, o înclinație de 1,62785 ° în raport cu ecliptica.